# Verzetsmonument Coevorden
Het Verzetsmonument in de Drentse plaats Coevorden is een monument ter nagedachtenis aan het Nederlands verzet in de Tweede Wereldoorlog.

## Achtergrond
Het monument werd gemaakt door beeldhouwer Bas Galis en geplaatst in het Van Heutszpark. Het werd in 1949 onthuld. 
In 1969 kwam de Pvda met een voorstel in de gemeenteraad om het monument van plaats te verwisselen met de buste van Van Heutsz die voor het gemeentehuis staat. De partij vond, zeker in de aanloop naar de 25-jarige viering van de bevrijding, het Verzetsmonument "meer van deze tijd". Met vier stemmen voor en acht tegen werd het voorstel verworpen.
Tijdens de Nationale Dodenherdenking worden bij het monument bloemen en kransen gelegd.

## Beschrijving
Het monument bestaat uit een van baksteen gemetselde gedenkmuur, waarin centraal een natuurstenen reliëf is opgenomen van een staande, geboeide man ogenschijnlijk staand voor een vuurpeloton. Aan weerszijden zijn plaquettes geplaatst, met opschriften "VERZET 1940-1945" en "VOOR HEN DIE VIELEN".